# 주류성
주류성(周留城)은 백제의 성이다. 주류성(州柔城), 또는 지라성(支羅城)이라고도 한다.

## 개요
660년 신라(新羅) · 당(唐)의 연합군에게 백제의 수도 사비성이 함락되고, 임존성(任存城) 등에서는 간솔(杆率) 귀실복신(鬼室福信)과 승려 도침(道琛), 옛 풍달군장(風達郡將) 흑치상지(黑齒常之) 등이 백제 부흥운동을 일으켰다. 주류성은 이들 백제 부흥군 지휘부의 거점이자 「임시수도」와도 같은 곳이었다.
기록에 주류성은 「농사짓는 땅과는 거리가 멀고 돌이 많고 척박하여 농사 짓기에는 적합하지 않은」 성이면서, 동시에 「방어하기는 쉽고 공격하기는 어려운」 난공불락의 요새로 기록되어 있다. 왜(倭)에 있던 왕자 풍장(豊章)이 복신의 요청으로 662년 5월에 귀국해 새로운 백제왕으로 옹립되면서 다시 활기를 띠었으며, 주류성이 백제 부흥군의 중심 지휘부가 되었다. 안정된 식량 확보가 어렵다는 단점 때문에 자칫 장기전으로 갈 경우 불리할 것을 염려한 부흥군 지휘부는 주류성에서 멀지 않은 피성(避城, 지금의 김제성산/당진면천)으로의 천도를 시도하지만, 오히려 그 직후인 663년 초부터 신라군의 공세에 밀려 다시 주류성으로 돌아오고 말았다.
얼마 지나지 않아 부흥군 지휘부의 분열이 심화되면서, 앞서 도침을 죽이고 병권을 모두 장악했던 복신이 다시 풍장왕에게 살해되고, 부흥군을 돕기 위해 왜에서 보낸 2만여 명의 수군도 백강(白江)에서 당의 수군에 궤멸되면서(백강 전투) 풍장은 고구려로 달아나 버렸다. 결국 9월, 나 · 당 연합군에 의해 주류성은 함락되었다.
《일본서기(日本書紀)》는 주류성이 함락되던 날, 국인(國人) 곧 백제의 유민들이 "주류성이 항복하였구나. 일을 어찌할 수가 없구나. 오늘로서 백제의 이름은 끊어졌구나. 조상의 무덤을 무슨 수로 오갈 수 있단 말이냐."라고 탄식하는 말을 남긴 채 퇴각하는 왜군을 따라 왜로 망명하였다고 전하고 있다.

## 위치 비정에 대한 문제

### 연구사
18세기 중엽부터 실학의 대두와 함께 한국사에 대한 연구가 진행되면서, 주류성의 위치에 대한 고찰도 함께 이루어졌는데, 신경준(《여암전집》 )이나 안정복(《동사강목》)은 고문헌을 인용해 주류성에 대하여 상세히 서술하면서도 그 위치에 대해서는 결국 "지금은 어디인지 알 수 없다"는 결론을 내렸고, 다만 19세기 초 한진서(《해동역사》)만이 《신당서》 및 《대청일통지(大淸一統志)》(1743년)의 기록을 두루 종합하여 "금강(錦江)과 가까운 곳에서 찾아야 한다"는, 신경준, 안정복보다 좀 더 구체적인 비정을 시도했다. 중국에서는 18세기 청대(淸代)의 학자 진덕화(陳悳華)가 황명으로 편찬한 《대청일통지》에서, 주류성의 위치를 "전주(全州) 서쪽에 있으며 또한 서북쪽에 가림성이 있었다"고 하여, 주류성의 위치를 지금의 전주 서쪽으로 비정하였다. 주류성의 위치에 대한 최초의 구체적인 비정은 19세기 초의 지리학자 김정호(金正浩)에 의해 이루어졌는데 지금의 충청남도 홍성을 주류성으로 비정한 것이 그것이다(후술).
이후 20세기에 들어 일본인 학자들에 의해 백강, 나아가 주류성의 위치가 본격적으로 논의되었다. 우선 쓰다 소키치(津田左右吉)는 1913년에 발표한 「조선역사지리」제1권에서 당의 수군이 주류성으로 가기 위해 거쳤던 백강(백촌강)을 지금의 금강으로 비정하고, 20년 뒤 이케우치 히로시(池內宏) 역시 「만선지리역사보고서」14를 통해 쓰다의 설에 동조하였고, 금강을 백강으로 따라 한산의 건지산성이 바로 주류성이라고 비정한 쓰다 소키치의 설은 이병도에게로 이어졌다. 일제 시대 공주고보에서 교사로 재직했던 가루베 지온(輕部慈恩)은 일본대학 문리학부 연구년보에 발표한 「주류성고」에서 주류성을 <충청남도 부여군 충북면 주봉산(周峰山)/확인불가> 아래에 있는 성터라는 주장을 폈다.
한편 쓰다의 설이 발표되고 약 10년 뒤, 오하라 도시타케(大原利武)와 오타 쇼고(小田省吾)에 의해 기록에 등장하는 백강(백촌강)을 통설에서처럼 충청도의 금강이 아니라 지금의 전라북도 지역에서 찾고자 하는 시도가 있었고, 이때 주류성도 충청도 지역이 아닌 전라북도 지역의 어딘가로 추정하는 학설이 제기되었다. 이마니시 류(今西龍)도 주류성을 전라북도 지역에서 찾고자 했는데, 사망 직전에 준비중이던 「주류성고」에서 전라북도 고부면의 두승산(斗升山)으로 비정했던 설을 바꾸어, 전라북도 지방을 여행하면서 쓴 기행문 「여행잡기」에서 부안의 위금암산성을 주류성으로 지목했다. 이마니시의 설은 당시 조선의 사학자이자 언론인이었던 안재홍도 동조하였다.
민족주의 사학자 신채호는 지금의 충청남도 연기군 남면의 원수산성을 백제 주류성으로 비정하였다.(후술)
해방 이후 한국사학에서 주류성의 위치 문제를 고찰한 학술논문으로는 「백제 주류성고」(노도양, 1980년), 「전의 주류성 고증」(김재붕, 1980), 「홍주 주류성고」(박성흥, 1995) 등이 발표되었다. 이들 논문에서 주장하는 주류성의 위치는 기록에 등장하는 주류성, 나아가 백강(백촌강)의 위치 비정과 관련해 백강을 <금강, 전라북도의 어느 강, 아산만> 중에 어디로 보느냐에 따라 주류성의 비정에 대한 견해도 크게 나뉘고 있다.

### 기록에 나오는 비슷한 지명들과의 비교
남아있는 기록의 발음 및 주요 사건이 일어난 순서와 정황에 대한 해석에 따라 주류성의 위치 비정 문제를 대하는 설의 논지도 달라진다. 특히 주류성의 경우 663년 당에서 파견된 손인사의 수군이 주류성을 치기 위해 거쳤고 그 과정에서 백제 · 왜 연합군과 충돌해 전투를 벌였다고 전하는 백강(白江, 《일본서기》에는 백촌강白村江)의 위치 비정과도 밀접한 관련이 있다. 고대 지명의 경우 분명히 같은 곳임에도 불구하고 다른 한자를 쓰거나 발음을 한자로 표기하는 과정에서 잘못 표기하는 경우가 많기 때문에, 기록에 등장하는 발음과 뜻이 비슷한 한자 지명들이 같은 곳을 가리키고 있는 것인지 아니면 서로 다른 지명을 기록한 것인지를 확인하는 데에 어려움이 따른다. 애초에 주류성의 위치를 비정함에 있어 혼선이 생기는 한 원인도 여기에 있다고 할 수 있다.

#### 두릉윤성과 주류성
주류성의 위치 비정과 관련해 《삼국사기》 권제5 신라본기5 태종무열왕 8년(661년)조에 두릉윤(豆陵尹) · 두릉이(豆陵伊) · 두량윤(豆良尹)이라는 표기로 언급되는 성이 등장하는데, 《삼국사기》권제37 지리지 백제조에서 백제 열이현(悅已縣)의 다른 이름을 두릉윤성, 또는 두곶성, 윤성(尹城)이라고 한 기록과 《신증동국여지승람》권18 정산(定山, 지금의 충청남도 청양군 정산현)조에서 "본래 백제의 열이현인데 두릉윤성이라고도 한다"고 한 기록이 있어, 두릉윤성은 대체로 백제의 열이현이 있었던 지금의 충청남도 청양군 정산현에 위치한 계봉산성(鷄鳳山城)으로 비정된다. 《구당서》 및 《자치통감》의 기록, 《삼국사기》 본기와 「문무왕보서」의 기록을 대조하여 나 · 당 연합군이 공격한 두릉윤성이 바로 주류성이고 두릉윤성과 주류성은 서로 같은 지명을 다른 한자를 써서 표기한 이름으로 보기도 한다.
8년 봄 2월에 백제의 남은 적들이 사비성을 포위해왔다. 왕은 이찬 품일을 대당장군으로 삼고, 잡찬 문왕 · 대아찬 양도 · 아찬 충상 등을 부(副)로 삼아서 (중략) 가서 구원하게 했다. 3월 5일에 중도에 이르러 품일은 휘하 군사를 나누어 먼저 가서 두릉윤(豆陵尹)【이(伊)로도 썼다.】 성 남쪽에 군영 세울 땅을 살펴보게 했다. 백제인들은 진이 갖춰지지 않은 것을 보고 갑자기 나와서 불시에 쳤다. 아군은 놀라 흩어져 달아났다. 12일에 대군이 고사비성 바깥에 와서 주둔하면서, 나아가 두량윤성(豆良尹城)을 쳤지만, 한 달 6일이 되도록 이기지 못하고, 여름 4월 19일에 군사를 돌렸다. 대당과 서당(誓幢)이 앞서고 하주(下州)의 군이 뒤에 갔는데, 빈골양에 이르러 백제군을 만나 서로 싸워 물리쳤다. 죽은 자는 적었지만 잃어버린 병장기며 짐수레를 잃어버린 것이 매우 많았다. 상주낭당은 각산에서 적을 만났는데 나아가 쳐서 이기고 마침내 백제의 진지에 들어가 2천 급을 베었다. 왕은 군이 패배했다는 소식에 크게 놀라서 장군 김순(金純) · 진흠 (眞欽) · 천존(天存) · 죽지(竹旨)를 보내 군사를 증원하여 구원하였는데, 가시혜진(加尸兮津)에서 군이 물러나 가소천(加召川)에 이르렀다는 것을 듣고 이에 돌아왔다.— 《삼국사기》권제5, 신라본기5, 태종 무열왕 8년(661년)조

6년(661년)에 이르자 복신의 도당은 점차 불어나 강 동쪽의 땅을 침범해 차지하는데, 웅진의 한병 1천이 적도들을 치고자 나갔으나 적에게 깨져 한 사람도 돌아오지 못하고, 그러한 패배를 겪고 나서는 웅진에서 병사를 요청하는 것이 아침저녁으로 이어지는데, 신라가 많은 질병을 안아 병마를 징발할 수 없었음에도 괴롭게 청하는 것을 뿌리치기도 어려워, 마침내 병사를 내었고 가서 주류성을 포위하게 하였더니, 적은 병사가 적은 것을 알아차리고 마침내 곧장 와서 치니 병마를 크게 잃고 이로움을 잃은 채 돌아왔으며, 남방의 여러 성들은 일시에 반역해서 모두 복신에게로 속했습니다. 복신은 승세를 타고 다시 부성을 포위하여, 웅진으로 가는 길이 막히고 소금과 장이 끊어지자, 즉시 건아를 징발해 그 곤궁함을 구제했습니다.— 《삼국사기》권제7, 신라본기7, 문무왕 하(下)

《삼국사기》 본기 기록을 대조하여 두릉윤(두량이)성과 주류성을 같은 곳으로 보는 주장도, 같은 책의 문무왕 3년(663) 5월조에 "왕이 김유신(金庾信) 등 28장군에게 함께 두릉윤성(豆陵尹城)【두량윤성(豆良尹城)이라고도 한다】과 주류성 등 여러 성을 공격하라 명령하여 모두 빼앗았다"고 적힌 기사를 감안하면 두량윤성과 주류성이 같은 성이라고 보기도 어렵다는 지적도 따르는데, 한문 문장의 특성상 용삭 원년(661년)의 두릉윤에서의 싸움과 이듬해 지라성에서의 싸움을 마치 663년 한 해에 모두 일어난 것인양 뭉뚱그려 놓았을 것이라는 견해도 있다.

#### 지라성과 주류성
일단 백제 부흥운동과 관련, 주류성이라는 이름이 등장하는 가장 오래된 기사는 《구당서》 권제199 열전제149 동이백제조이지만 여기에서는 백제의 승려 도침과 옛 장군 복신의 무리가 주류성을 근거로 반역하였으며 당에서 수군을 보내 신라와 함께 주류성을 평정했다는 사실만 전하고 있을 뿐 주류성의 위치를 짚어주고 있지는 않다. 한국측 자료인 《삼국사기》에서 주류성은 그 위치를 알 수 없는 미상지분(未詳地分)으로 분류되어 있으며, 지라성(支羅城)이라는 지명을 설명하는 가운데 「지라성은 일명(一名) 주류성」이라고 불렀다는 사실만을 확인할 수 있을 뿐이다.

#### 두솔성과 주류성
《삼국사기》 권42 김유신열전 중(中)에는 용삭 3년 계해, 즉 663년의 기록 안에 660년부터 시작된 백제 부흥운동의 전말과 신라의 백제 부흥군 진압 과정을 압축해서 기록하면서, 백강구 전투 이후 "8월 13일에 두율성(豆率城)에 이르렀다. 백제인과 왜인이 모두 나와서 진을 쳤다. 아군이 힘껏 싸워서 그들을 크게 패배시켰다. 백제와 왜인이 모두 항복하였다."고 기록하고 있는데, 이 부분에서 등장하는 '두율성'은 발음상 '주류성'을 가리키는 것으로 보인다.

### 주류성의 위치에 대한 논쟁
일단 주류성의 위치에 대한 여러 학설들에서 주류성으로 비정되는 후보지는 크게
1. . 충청남도 홍성군의 학성산성(鶴城山城),
2. . 서천군 한산면의 건지산성(乾芝山城),
3. . 연기군 전의면의 당산성(唐山城),
4. . 전라북도 정읍시의 두승산성(豆升山城),
5. . 부안군 상서면의 위금암산성(位金巖山城)

등으로 축약해 정리할 수 있다.

#### 홍성 학성산성설
홍성은 백제 부흥운동의 거점이었던 임존성과도 멀지 않은 곳이다. 이곳을 주류성으로 비정한 최초의 인물은 조선 말기의 지리학자 김정호였다. 《대동지지(大東地志)》권5 충청도 홍주 연혁조에서 김정호는 홍주, 즉 지금의 홍성읍성을 백제의 주류성으로 보았다. 이후 이 설은 박성흥에게 이어져, 지금의 홍성군 장곡면 대현리와 산성리 일대에 걸쳐 있는 학성산성(鶴城山城)과 석성(石城)이 주류성으로 비정되었다. 학성산성의 학(鶴)은 일본어로 '쓰루'로 읽고 여기서 '쓰루'와 '주류'는 서로 닮은 음이며, 이 성이 현지에서는 「두루성」으로도 불리는데, 이것이 '주류성'의 와음으로도 추정되었다. 학성산성 성문 밖에는 실제 '복신굴'로 비정될 만한 동굴도 존재하고 있다.
그러나 그 전까지 '쓰루성'으로 전해지다가 일본어로 번역되어 '학성'이 된 것도 아니고 학성이라는 이름조차도 구전인만큼 쓰루와 학성을 그것도 일본어를 매개로 연결짓기는 어렵다는 지적이 있다. 자연 암반을 이용한 천연의 요충지이긴 하지만 주변에 규모가 작으나마 결코 척박하지는 않은 농지가 있고 남쪽으로는 천수답도 있어 《일본서기》의 기록과도 맞지 않는다. 더욱이 고고학 조사 결과 홍성은 백제의 성이기는 하지만 주류성이 아니라 사시량현(沙尸良縣)과 관련된 유적으로 확인되어 주류성으로 비정하기는 어렵게 되었다. 또한 김정호가 주장한 바 당에 의해 이곳이 지심주로 개칭되었다는 것도 주류성을 개칭한 것이 아니라 원래 있던 지삼촌을 개칭한 것으로, 지삼촌이 주류성임이 확인되지 못하면 이 설은 성립될 수 없다.
[홍주목주류성]
박성흥은 '홍주목본백제주류성' 기록의 본 뜻을 홍주로 한정하여 지협적인 특정산성을 주류성으로 보았지만, 홍주목 주류성은 석축되지 않은 실체가 없는 산악지형의 넓은 공간에 부흥군과 유민들이 함께 머무른 산악지역으로, '홍주목본백제주류성' 기록 그대로 홍주목을 주류성으로 보고 있다.
주류성은 어느 특정산성이 아닌 <산악지형의 넓은 공간>을 가리키며 지역을 좁히면 충남 부여군 외산면 지역이다.
홍주목과 공주목 경계 산악지역으로 산자락에 엄청난 돌들로 가득하고, 사비성 금강 가림성 과도 가까운 험준한 산악지역이다. 부흥군 지도층은 밀려드는 지원군 유민들 때문에 임존성에서 머무르기 힘들게 되자, 가까운 산악지역으로 이동 새로운 임시 수도를 만들어 주둔하고 외곽 백제산성을 전진기지로 사비 웅진성과 대치한 것으로 보인다. 홍주목 주류성 관점으로 보면 학성 장곡산성은 외곽산성이다.(이하 홍주목 주류성 참조)

#### 한산 건지산성설
《구당서》 백제조와 《자치통감》에 나오는 웅진강을 백강, 지금의 충청북도 금강으로 보았던 이병도는 이 기록에 대해 유인궤가 온다는 소식을 들은 복신과 도침이 임존성에서 남쪽으로 주류성, 금강에서 멀지 않은 한산군의 건지산성에 내려와 있으면서 웅진강 어귀 즉 금강 연안에 두 목책을 세워 새로 오는 유인궤군이 고사성의 유인원군과 합세하는 것을 막고자 했다고 설명한다. 해당 기록은 다음과 같다.
백제의 중 도침과 옛 장수 복신의 무리가 주류성을 근거로 반역하고, 사신을 왜국에 보내어 옛 왕자 부여풍을 맞아다 왕으로 세우니, 서부와 북부가 성을 들어 호응하였다. 이때 낭장 유인원이 백제의 부성(府城)에 남아 지키고 있었는데, 도침 등이 병사를 이끌고 포위하였다. 대방자사 유인궤가 (중략) 신라의 병사를 내어 계획을 함께 하여 인궤를 구원하였다. 싸우면서 앞으로 나아가니 향하는 곳마다 모두 항복하였다. 도침 등은 웅진강 어귀에 두 개의 목책을 세워 관군을 막았다. 인궤와 신라 병사가 사면으로 협격하니 적들은 물러나 목책 안으로 달아났는데, 물에 막히고 다리가 좁아서 물에 빠지거나 전사한 것이 1만여 인이었다. 도침 등은 인원의 포위를 풀고 물러나 임존성을 지켰다. 신라의 병사는 군량이 떨어졌으므로 이에 돌아갔다. 이때가 용삭 3년(661년) 3월이다.— 《구당서》

용삭 원년 3월 (중략) 처음에 정방이 백제를 평정하고 낭장 유인원을 남겨두어 백제의 부성을 지키게 했더니 (중략) 백제의 중 도침과 옛 장수 복신이 무리를 모아 주류성을 차지하고, 옛 왕자 풍을 왜국에서 맞아다 왕으로 세우며, 병사를 이끌고 인원을 부성에서 포위하였다. 조하여 유인궤를 검교대방주자사로 삼아 왕문도의 무리를 거느리게 하고, 편도로 신라의 병사를 징발해 인원을 구원하게 했다. (중략) 백제는 웅진 어귀의 양쪽에 두 목책을 세웠는데 인궤와 신라 병사가 함께 쳐부수니 죽이거나 물에 빠져 죽은 자가 1만여 인이라, 도침은 이에 부성의 포위를 풀고 물러나 임존성을 지켰다. 신라도 양식이 떨어져 이끌고 돌아갔다. 도침은 자칭 영군장군이라 하고 복신은 자칭 상잠장군이라 하며, 무리를 불러모아 그 세가 차츰 불어났다. (중략) 상은 신라에 병사를 내도록 조했고, 신라왕 춘추가 조를 받들어 그 장군 김흠(金欽) 등에 병사를 거느리고 인궤 등을 구원하게 했다. 고사(古泗)에 이르러서 복신이 요격해 패배시키니, 흠은 갈령도로 해서 돌아갔으며, 이후 신라는 감히 나오지 못했다.— 《자치통감》

건지산성을 주류성으로 본 설은 이병도 이후 심정보, 정효운 등 대부분의 한국내 학자들과 일본 학자들이 수용하였다. 심정보는 서천 지역에 설치되었던 신라의 군부대인 설리정(舌利停)이 바로 주류성을 함락시킨 뒤 설치한 것이라는 주장을 펴기도 했다. 그러나 건지산성을 주류성으로 볼 경우 백제 부흥군에 포위된 부성의 포위를 풀기 위해서 신라가 공주와의 직선거리가 약 60km 정도로 멀리 떨어진 건지산성을 포위하였을 것 같지 않고, 백제군으로서도 유인궤와 유인원이 합세하는 길을 막기 위해 먼 금강 어귀에 목책을 세웠다는 것은 이치에 맞지 않는다는 지적이 따른다.
특히 일본측 자료인 《일본서기》에는 주류성을 가리켜 "농사짓는 밭과는 거리가 멀고 토지가 척박해서 농사 짓고 누에 칠 땅이 아니라 막아 싸울 땅이다", "산악이 험준하고 높아서 방어하기는 쉬워도 공격하기는 어려운 곳이다" 라고 언급한 부분이 있는데, 이것은 당시 주류성의 지형에 대한 거의 유일한 증언으로서 위치를 비정하는 1차 자료로 꼽히고 있다. 《일본서기》 기록에 비추어봐도 오늘날까지 충청도 서천 일대에서 유명한 곡창 지대로 손꼽히는 한산 땅이 주류성이라는 주장은 설득력이 없으며, 결정적으로 1998년과 2001년에 이루어진 건지산성에 대한 고고학적 조사를 통해 성은 고려 시대에 축조한 것으로 밝혀졌다.
서천 지역에서 조사된 성곽 중에서 《일본서기》가 묘사한 "산악이 험준하고 높은" 주류성의 입지 조건에 대한 설명과 같은 조건을 갖춘 대규모 성곽을 찾기 어렵다.

#### 연기 당산성설
신채호가 처음 백제의 주류성으로 비정한 것은 연기군 남면의 원수산성이었다. 이 성은 금강 본류와 미호청의 두물머리에 위치하여 험준한 구조를 하고 있지만, 주변으로 넓은 들판을 갖춘 평야 지대에 위치해 있어 《일본서기》에서 묘사한 주류성의 지형과는 차이가 있다. 신채호의 설을 계승한 이 설은 이후 황의돈과 김재붕에게 이어졌는데, 김재붕은 연기군 전의면 일대의 산성군으로 비정했다가 다시 남면의 당산성으로 비정하였다. 김재붕에 따르면 연기는 백제 때 두잉지현(斗仍只縣)으로 주류성의 다른 표기로 간주되기도 하는 두릉윤(두량윤)성과도 음이 닮았다고 연결지을 수 있다는 것이다.
당산성은 백제 시대의 토성이기는 하지만 지세와 규모가 험준하거나 크지도 않고, 금강의 지류인 미호천변의 넓은 평야지대가 주변에 펼쳐져 있을 뿐 아니라 원수산성과도 가깝다. 연기 지역은 웅진의 동북쪽에 위치해 있어 적국 신라의 서원경과도 가깝다는 점도 지적되고 있다.

#### 부안 위금암산성설
부안 지역을 백제 주류성으로 비정한 것은 1924년 일본인 학자 오타 쇼고가 「조선상세사」에서 처음 주창한 이래, 직접적으로 위금암산성을 백제 주류성으로 지목한 것은 이마니시 류가 최초였으며 조선의 안재홍 등이 동조하여 그 설을 보강하였다. 이후 전영래, 이도학 등이 이 설을 따르고 있다. 오타 쇼고는 《삼국사기》 등에 등장하는 백강이라는 지명에 대해 금강 하구는 웅진강구 또는 웅진구로 표기되고 백강 하구는 별도로 백강구로 기재되어 구별하고 있다며 결코 같은 강으로 볼수 없다고 주장했다. 전영래 역시 웅진강과 백강이 서로 다른 강이라는 전제 아래서 백강의 다른 이름인 '기벌포(伎伐浦)'는 지금의 동진강 하구 해상의 '계화도(界火島)' 및 부안읍의 백제 지명인 '개화(皆火)'는 음운상 통하므로 백강은 동진강이고 주류성은 부안이라고 파악한 오타 쇼고의 설에 동조하였다.
주류성을 부안 지역으로 비정하는 견지에서 백강은 동진강 혹은 만경강이라고 지목한 오하라나 오타와는 별개로 부안현 서부로 흐르는 두포천(斗浦川)을 백강 즉 백촌강으로 지목한 설도 있다. 두포천은 변산 반도 동변을 따라 남북으로 이은 우슬재 · 삼례봉 · 옥녀봉 등의 서부 산줄기와 행안산 · 변암산 · 흑방산(장지산)을 잇는 동부 산줄기, 그리고 남부 분수령 산줄기 이렇게 세 개의 산줄기가 ㄷ자를 이루고 있는 가운데를 흐르는 강인데, 위금암산성에서 보면 산성 근처에서 발원하여 북쪽으로 백석리(白石里) · 고잔리를 거쳐 부안읍 서쪽을 돌아 계화도 앞바다로 흘러드는 물줄기다. 1980년에 「백제 주류성고」를 발표했던 노도양은 두포천을 백강으로 지목한 것에 대해 다음과 같은 근거를 제시했다.
1. . 두포천 유역에서부터 동진강 유역까지는 백석리, 백석교(白石橋), 백산면(白山面) 배뫼(舟山 혹은 白山) 등 유독 '희다(白)'에 관련된 지명이 많이 분포되어 있다.
2. . 두포천이 지나는 백석리 · 백석교 부근의 고잔리라는 지명은 지명에서 보이듯 과거 선착지로 쓰이던 곳으로, 수리조합의 개발 사업 과정에서 닷쇠가 발굴되기도 했다.
3. . 《일본서기》에 기록된 왜의 구원병을 실은 전선 170척의 상륙 경유지는 주류성에서 가장 가까우며 상륙하기 유리하고 안전한 곳이어야 하는데, 두포천의 경우 계화도에서 바로 이 물줄기를 따라 올라오면 자연스레 위금암산성까지 이르는 등 입지상 가장 안전하고 편리한 장소다(만경강은 위금암산성에서 너무 멀고, 동진강의 경우 우회해야 하고 위험할 뿐 아니라 물길 및 산지 문제도 있어 위금암산성까지 이르기는 편리하지 못하다).
4. . 두포천 유역에는 유독 전쟁에 관한 여러 전설이 존재하는데, 위금암산성 계곡 입구에 해당하는 두포천 상류를 옛 전쟁터라 전하는 장막들(帳幕坪)이라고 부르는가 하면, 신라의 김흠이라는 장군이 백제측 전사자를 묻었다는 장패평(將敗坪)을 비롯해서 대진촌(對陳村), 호벌치(胡伐峙), 유진(留陳), 살막실 등의 지명도 전하고 있다.[주석 15]

위금암산성은 첩첩이 산으로 둘러 싸인 변산 반도에 위치해 있고, 주변 토지도 척박하여 계화도 등지의 간척사업이 시행되기 전까지만 해도 농토가 부족한 서해안의 산악 지역이었다. 성 서남쪽에 높이 329m의 울금바위가 있는데, 이곳에서는 동진강 어귀까지 쉽게 눈에 띈다. 조선 말기의 문신이자 학자였던 송병선의 문집 《연재집(淵齋集)》에는 "옛날 소정방이 백제를 정벌하고자 이곳에 이르러 신라의 문무왕을 만난 까닭에 우금(遇金)이라는 바위 이름이 생겨났다"고 적고 있다. 성 자체도 둘레가 약 3,960m에 성벽 높이는 3m 안팎, 윗면의 폭은 2m 이상으로, 둘레 314m의 고지와 학치, 월정산으로 둘러 싸여 동쪽의 한 부분만이 두포천과 이어진다. 울금바우를 서남각으로 능선과 남변의 중앙 수구를 막는, 사방은 높고 중간이 넓은 포곡식 산성이다. 남쪽은 능선을 따라 돌로 쌓았고, 서변은 8부 능선에 돌로 쌓았지만 거의 무너졌으며, 북쪽에 북장대가 있고 남쪽 수구 서쪽에 남장대가 있다. 《해동역사》에서 추정했던 "전주 서쪽"이라는 위치와도 얼추 맞아 떨어질 뿐더러, "피성(김제)과는 하룻밤 거리다"라고 한 지리상 위치와도 일치한다. 산성의 지세와 관련해 《영조실록》 영조 3년(1727년)조에는 당시 호남의 떠돌이 백성으로서 월출산과 변산 등지에 각각 영채를 짓고 부안과 변산 등지를 무대로 발호하던 도적떼가 대낮에도 장막을 치고 노략질을 하는가 하면, 삼동에 변산에 있는 큰 절(현재 위금암산성 바로 아래에 개암사가 자리잡고 있다)을 습격해 승려들을 내쫓고 점령하기도 했으며 관군조차 함부로 접근하지 못했다는 기술이 있는데 여기서 도적들의 영채로 쓰였던 곳의 하나가 바로 위금암산성으로 보인다. 또한 이곳은 동쪽으로 전주나 임실과도 통하며 지리산, 소백산과도 연결되는 험한 곳으로서 6.25 전쟁 당시에도 공산 게릴라 활동이 심했던 지세이기도 하다.
《삼국사기》 및 《당서》에는 복신이 풍왕을 시해하고자 병을 핑계로 동굴에 숨었다는 기술이 있는데, 위금암산성의 울금바위에는 세 개의 굴이 있어 동굴마다 승려들이 거주했다는 《신증동국여지승람》과 함께, 신라의 고승 원효가 수행했다 해서 '원효굴(원효방)'로도 불리는 동굴이 울금바위 중간에 있어 사람의 접근이 매우 어렵고, 울금바위 바닥에는 복신이 숨었다는 복신굴(외굴:길이 17m, 폭 21m, 높이 17m. 내굴: 길이 7m, 폭 6.6m, 높이 3~5m)일 가능성이 지적된다. 또한 《삼국사기》에 백제 부흥군의 지휘부였던 두솔성(주류성)을 함락시킨 신라군이, 마지막 남은 부흥군 거점이었던 임존성을 치는 것에 대해 "남쪽은 이미 평정되었으므로 군사를 돌려 북쪽을 벌한다(南方旣定, 廻軍北伐)"고 한 기술이 있는데 이 기록과도 합치하는 것으로 여겨지고 있다.

##### 개암사 복장유물 속 별기(別記)
1979년 12월 3일에 위금암산성 아래의 개암사에서 허씨 성을 가진 주지승이 아침 예불을 하기 위해 대웅전에 들어갔다가 법당 안의 세 불상 가운데 불상의 왼쪽 손이 도둑에 의해 훼손되어 바닥에 떨어져 있는 것을 발견했는데, 불상 부근에는 불상 안에서 끄집어져 나온 휴지 같은 몇 장의 종이가 흩어져 있었고 그 가운데 『별기』라는 제목이 붙은 가로 26cm에 세로 35cm의 문서도 수습되었다. 《개암사사적기》에 17세기의 승려로 기재된 밀영(密英)이 작성한 것으로 되어 있는 그 문서에는 백제 부흥운동의 중심인물이었던 도침이 개암사의 개조(開祖)이기도 한 묘련(妙蓮)의 사자(嗣子)로서 복신과 함께 군병을 모아 이 산의 주류성을 근거로 항거하였다는 것, 백제 부흥군이 나 · 당 연합군과 싸울 때 일본병들은 백강 오른쪽에서 산을 등지고 있는 대진촌(大陳村)에 진을 쳤다는 것, 백강 어구를 기벌포라고도 불렀다, 는 등의 정보가 담겨 있었지만, 정작 이 문서에 대해서는 위작일 가능성을 제시하는 견해가 많아 사료로서의 가치를 기대하기는 어렵다는 견해도 있으며, 문서를 발견한 노도양 자신도 "본 별기의 사료는 지질이나 필체, 동기 등 고고학적으로 여러 가지 검토할 점이 적지 않다"며 신중한 태도를 보였다. 그러면서도 문서의 작성자로 기재된 밀영이라는 승려가 살았던 17세기까지 문서의 내용과 같은 사실을 적은 《원효방상량문》 같은 문헌이 잔존하고 있었던게 아닐까 하는 희망을 드러낸다.
[위금암산성의 문제점]
위금암산성도 고서의 내용을 설명하지 못한다. 가장 취약한 부분이 피성으로 이전한 부분이다. 위금암산성 가까운 곳에 고부 태인 김제로 이어지는 옥토가 부흥군 수중의 땅이다. 더구나 고부 지역이 백제 중방성 이었다면, 가까운 지방 수도를 버리고 위험한 김제 성산으로 이전은 상식을 벗어난 것이다.
변산반도는 서해안 바닷가의 산악지역이다. 위금암산성 서쪽은 산악지역으로 이어지지만, 동쪽은 평지로 이어져 산악지역으로 보기 힘들다. 당시 해수면은 지금보다 높아 유정재로 이어지는 섬 같은 표주박형 지역이다. 부흥군은 몰려든 지원군 유민들로 인하여, 임존성에  더 이상 머무르기 힘들게 되어 산악지역으로 이전한 것이고, 백성과 함께 머무른 상상하기 힘든 넓은 공간의 임시수도이다. 돌이 많아 토질이 척박하여 농잠하기 어렵다는 기록은  농지를 개간 할 척박한 땅이 있다는 설명이다. 위금암산성에 수만명이 머무르며 농잠하기 위해 개간 할 척박한 땅은 존재하지 않는다.
위금암산성이 주류성으로 비정하기 힘든 이유다.

## 참고 문헌
- 김영관, 『백제부흥운동연구』, 서경문화사, 2005년
- 노도양, 「백제 주류성고」, 『명대논문집』 제12집, 1980년
- 노중국, 『백제부흥운동사』, 일조각, 2003년
- 이도학, 『백제 장군 흑치상지 평전』, 도서출판 주류성, 1996년

## 부록

### 주해
1. ↑  다만 이케우치는 1933년에 발표한 논문에서 자기 스스로 이 설을 폐기한다.
2. ↑  이때 오하라는 만경강, 오타는 동진강을 백강으로 비정했으며, 이에 따라 오하라는 전라북도 김제군의 수류면(水流面)으로, 오타는 전라북도 부안읍 근처의 옛 성을 주류성으로 추정했다.
3. ↑  나아가 주류성이 백제의 중심지였던 금강 유역에서 볼 때 강 북쪽에 있었는지, 아니면 강 남쪽에 있었는지에 대해서도 고려되어야 한다. 노중국, 「백제부흥운동사」, 일조각, 2003, p.194~195.
4. ↑  《삼국사기》에서 지라성을 주류성으로 부른다고 한 기록에 대해 노중국은 《구당서》권199 상, 열전 백제조에 지라성이라는 성이 이미 662년 7월에 '웅진 동쪽의 여러 성'과 함께 나당연합군에게 함락된 것과 달리, 주류성이라는 성은 663년 9월에 함락될 때까지 부흥백제군의 중심지로서 기능하고 있음을 들어 지라성과 주류성을 동일한 성으로 볼 수는 없다고 주장하였다(노중국, 「백제부흥운동사」, 2003, 일조각, p.192). 다만 지라성을 웅진 동쪽이라고 한 《구당서》의 기록에 대해 1) 같은 책 권84의 열전34 유인궤전이나, 《구당서》를 개수한 《신당서》에는 《구당서》에서 당시 함락된 지라성 등의 성들을 "웅진 동쪽(熊津之東)" 또는 "강동의 땅(江東之地)"으로 그 방위를 언급한 것과는 달리 성들의 방향을 특정하지 않았다는 점, 2) 《자치통감》권200 당기(唐紀)16의 고종 용삭 2년(662년) 7월 정사조에 "웅진도독 유인원과 대방주자사 유인궤가 백제를 웅진의 동쪽에서 크게 쳐부수고 진현성을 함락시켰다. (중략) 그 지라성 및 윤성과 대산, 사정 등의 목책을 함락시키고 죽이거나 잡은 것이 몹시 많았다."고 한 기록에서 진현성만을 백제 동쪽의 성으로 언급할 뿐 나머지 성은 이름만 언급한 점, 3) 《책부원귀》권986 외신부31 정토(征討)제5에도 《자치통감》과 마찬가지로 "웅진 동쪽"의 땅으로서 진현성만을 언급하고 있다는 점이 일찍이 지적된 바 있다. 물론 진현성은 《신증동국여지승람》권18 진잠현조에 언급된 것처럼 정현성(貞峴城)이라고도 불렸던, 지금의 충청남도 대덕군 진잠면으로서 확실하게 웅진에서 동쪽 방향에 해당한다(노도양, 「백제 주류성고」, 1980, 『명대논문집』 제12집, p.17).
5. ↑  노중국은 주류성을 부안 지역으로 잠정적으로 인정하면서도, 백강의 위치에 대해서는 기존의 금강이 백강이라는 입장을 견지한다. 노중국, 「백제부흥운동사」, 일조각, 2003, p.194.

## 같이 보기
- 백제 부흥운동
- 임존성
- 도침
- 개암사
- 위금암산성
- 백강구 전투